# Raziel (fribrottare)
Raziel, född 8 februari 1973 i Mexico City, död 4 april 2022, var en mexikansk fribrottare. Han brottades i Consejo Mundial de Lucha Libre (CMLL), Mexikos äldsta fribrottningsförbund mellan 2004 och 2022. 
Raziel började brottas år 1993 under namnet Neo. Han tränades av Brazo Cibernético och Skayde, varav den sistnämnda är en av de mest meriterade tränarna inom fribrottning, både i Mexiko och internationellt. 2005 debuterade han i CMLL under namnet Caligula, efter den romerske kejsaren. Fem år senare skapade han den nya karaktären Raziel, den här gången var inspirationen ängeln Raziel från judisk mystik. Tillsammans med Cancerbero och Virus utgjorde de gruppen Los Cancerberos del Infierno. Gruppen höll det nationella triobältet vid tidpunkten för Raziels död.
Som många andra mexikanska fribrottare brottades Raziel under en fribrottningsmask enligt traditioner inom Lucha libre. Hans riktiga identitet är inte känd av allmänheten.